# Masaji Kiyokawa
Masaji Kiyokawa (Japón, 11 de febrero de 1913-13 de abril de 1999) fue un nadador japonés especializado en pruebas de estilo espalda, donde consiguió ser campeón olímpico en 1932 en los 100 metros.

## Carrera deportiva
En las Olimpiadas de Los Ángeles 1932 ganó el oro en los 100 metros estilo espalda.
En los Juegos Olímpicos de Berlín 1936 ganó la medalla de bronce en la misma prueba, con un tiempo de 1:08.4 segundos, tras los estadounidenses Adolf Kiefer y Al Vande Weghe.